# Tanacetopsis setacea
Tanacetopsis setacea là một loài thực vật có hoa trong họ Cúc. Loài này được (Regel & Schmalh.) Kovalevsk. miêu tả khoa học đầu tiên năm 1962.